# 道の駅龍勢会館
道の駅龍勢会館（みちのえき りゅうせいかいかん）は、埼玉県秩父市にある埼玉県道37号皆野両神荒川線の道の駅である。

## 施設
- 駐車場
  - 普通車：74台
  - 大型車：11台
  - 身障者用：3台
- トイレ
  - 男：小 14器（6器）
  - 女：9器（3器）
  - 身障者用：1器（1器）

※（）内は、24時間利用可能
- 農産物直売所
- 食堂「龍勢茶屋」
- 龍勢会館
  - 当施設の中核をなし、秩父吉田の龍勢の映像上映や秩父事件の資料館を兼ねる。
- 井上伝蔵邸
  - 映画「草の乱」に使用されたセットを移築したものだが、実在の邸宅を忠実に再現している。
- その他にも移築した映画のセットを利用した喫茶店などもある。

## 定休日
- 毎週火曜日（祝日の場合は、翌日）
- 年末年始

## アクセス
- 埼玉県道37号皆野両神荒川線
  - 埼玉県道284号下日野沢東門平吉田線
  - 埼玉県道270号吉田久長秩父線
- 西武観光バス「龍勢会館前」バス停

## 駅周辺
- 赤平川
- 芸術遊友館